# Operação Ranch Hand

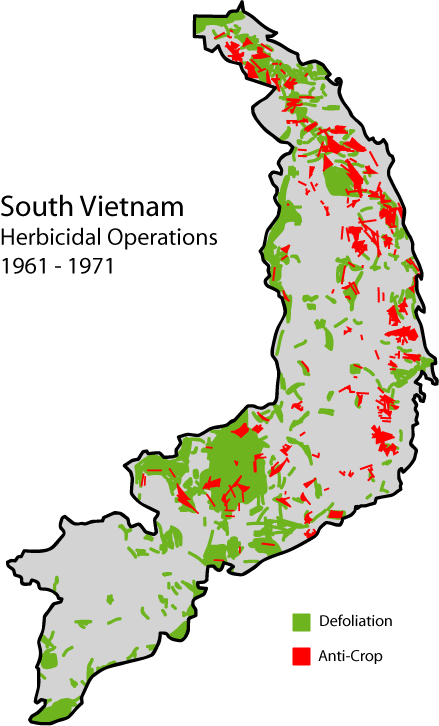
Mapa do uso de herbicidas durante a guerra do Vietnã.

Na Operação Ranch Hand foi uma operação militar dos Estados Unidos durante a Guerra do Vietnã, que durou de 1961 a 1971. Nessa operação os Estados Unidos e o Vietnã do Sul pulverizam herbicidas sobre regiões florestais para impedir a cobertura da selva vietcongue e o abastecimento de alimentos. Também fazia parte do programa geral de guerra herbicida durante a guerra chamado "Operação Trail Dust". Ranch Hand envolveu a pulverização de cerca de 19 milhões de galões americanos (72.000 m3) de desfolhantes e herbicidas.
A Operação Ranch Hand fez parte de um esforço maciço para desfolhar as florestas do Vietnã, Camboja e Laos com vários herbicidas onde o mais conhecido foi o Agente Laranja. Envolveu a pulverização de cerca de 20 milhões de galões de herbicidas poderosos sobre a zona rural do Vietnã do Sul para privar os insurgentes vietcongues alinhados com o governo comunista em Hanói de comida e cobertura de trilha de vegetação. Em menor grau, áreas do Camboja e Laos também foram pulverizadas. A Força Aérea dos EUA voou cerca de 20.000 missões de pulverização de 1961 a 1971. Durante a década de pulverização, mais de 5 milhões de acres de floresta e 500.000 acres de plantações foram severamente danificados ou destruídos. Cerca de um quinto das florestas do Vietnã do Sul foram pulverizadas pelo menos uma vez – em até 50 vezes a concentração que seria empregada para uso agrícola normal.

## Agentes usados na operação
Os agentes usados - conhecidos como Herbicidas Arco-Íris - seus ingredientes ativos e os anos de uso foram os seguintes:
- Agente Verde: 100% éster n-butílico 2,4,5-T, usado antes de 1966[5]
- Agente Rosa: 100% 2,4,5-T (60% éster n-butílico 2,4,5-T e 40% éster iso-butílico de 2,4,5-T) usado antes de 1966[5]
- Agente Púrpura: 50% 2,4,5-T (30% éster n-butílico de 2,4,5-T e 20% éster isobutílico de 2,4,5-T) e 50% n-butílico éster de 2,4-D usado 1961–65
- Agente Azul (Phytar 560G): 65,6% de arsênico orgânico (ácido cacodílico (Ansar 138) e seu sal de sódio cacodilato de sódio)[5] usado de 1962–71 em pó e solução aquosa[6]
- Agente Branco (Tordon 101): 21,2% (com base no peso do ácido) sais de triisopropanolamina de 2,4-D e 5,7% de picloram usado em 1966–71[5][6]
- Agente Laranja ou Herbicida Laranja, (HO): 50% éster n-butílico 2,4-D e 50% éster n-butílico 2,4,5-T usado 1965–70
  - Agente Laranja II: 50% de éster n-butílico 2,4-D e 50% de éster isooctil 2,4,5-T usado após 1968.[7][8]
  - Agente laranja III: 66,6% n-butil 2,4-D e 33,3% éster n-butílico 2,4,5-T.[9]
  - Agente Laranja Aprimorado, Laranja +, Super Laranja ou DOW Herbicide M-3393: mistura padronizada de Agente Laranja de 2,4-D e 2,4,5-T combinada com uma mistura à base de óleo de picloram, um Produto da Dow Chemical chamado Tordon 101, um ingrediente do Agente Branco.[10]